# Lopušnik
Lopušnik (cyr. Лопушник) – wieś w Serbii, w okręgu braniczewskim, w gminie Petrovac na Mlavi. W 2011 roku liczyła 396 mieszkańców.